# Anwar Bensabouh
Anwar Bensabouh (Amsterdam, 21 januari 1999) is een Nederlands voetballer die als middenvelder voor K.v.v. Quick Boys speelt.

## Carrière
Anwar Bensabouh speelde in de jeugd van AFC en Almere City FC. Sinds begin 2018 speelt hij voor Jong Almere City FC, waarmee hij in het seizoen 2017/18 naar de Tweede divisie promoveerde. Op 20 augustus 2018 debuteerde hij voor het eerste elftal van Almere City FC, in de met 2-3 gewonnen uitwedstrijd tegen Jong AZ. Hij kwam in de 86e minuut in het veld voor Anass Ahannach. Hij scoorde zijn eerste doelpunt voor Almere in de met 3-1 gewonnen thuiswedstrijd tegen FC Den Bosch op 12 april 2019. Almere City haalde de play-offs voor promotie naar de Eredivisie. In de heenwedstrijd van de eerste ronde scoorde hij tegen SC Cambuur de 0-1. Uiteindelijk werd er met 2-2 gelijkgespeeld en werd de return met 1-2 verloren, waardoor Almere in de Eerste divisie bleef. In 2021 vertrok hij naar competitiegenoot Telstar.
Op 14 oktober 2024 tekende hij contract bij K.v.v. Quick Boys.

### Statistieken

#### Beloften
| Seizoen                        | Club                | Land            | Competitie        | Competitie | Competitie | Overig | Overig | Totaal | Totaal |
| Seizoen                        | Club                | Land            | Competitie        | Wed.       | Dlp.       | Wed.   | Dlp.   | Wed.   | Dlp.   |
| ------------------------------ | ------------------- | --------------- | ----------------- | ---------- | ---------- | ------ | ------ | ------ | ------ |
| 2017/18                        | Jong Almere City FC | Nederland       | Derde divisie za. | 8          | 1          | 3      | 0      | 11     | 1      |
| 2018/19                        | Jong Almere City FC | Nederland       | Tweede divisie    | 20         | 5          | –      | –      | 20     | 5      |
| 2019/20                        | Jong Almere City FC | Nederland       | Derde divisie za. | 3          | 0          | –      | –      | 3      | 0      |
| Totaal beloften                | Totaal beloften     | Totaal beloften | Totaal beloften   | 31         | 6          | 3      | 0      | 34     | 6      |
| Bijgewerkt op 18 augustus 2025 |                     |                 |                   |            |            |        |        |        |        |

#### Senioren
| Seizoen                        | Club              | Land            | Competitie      | Competitie | Competitie | Beker | Beker | Overig | Overig | Totaal | Totaal |
| Seizoen                        | Club              | Land            | Competitie      | Wed.       | Dlp.       | Wed.  | Dlp.  | Wed.   | Dlp.   | Wed.   | Dlp.   |
| ------------------------------ | ----------------- | --------------- | --------------- | ---------- | ---------- | ----- | ----- | ------ | ------ | ------ | ------ |
| 2018/19                        | Almere City FC    | Nederland       | Eerste divisie  | 18         | 1          | 0     | 0     | 2      | 1      | 20     | 2      |
| 2019/20                        | Almere City FC    | Nederland       | Eerste divisie  | 25         | 0          | 0     | 0     | –      | –      | 25     | 0      |
| 2020/21                        | Almere City FC    | Nederland       | Eerste divisie  | 13         | 0          | 1     | 0     | 0      | 0      | 14     | 0      |
| 2021/22                        | Telstar           | Nederland       | Eerste divisie  | 23         | 4          | 1     | 0     | –      | –      | 24     | 4      |
| 2022/23                        | Telstar           | Nederland       | Eerste divisie  | 29         | 1          | 1     | 0     | –      | –      | 30     | 1      |
| 2024/25                        | K.v.v. Quick Boys | Nederland       | Tweede Divisie  | 18         | 2          | 3     | 0     | 0      | 0      | 21     | 2      |
| 2025/26                        | K.v.v. Quick Boys | Nederland       | Tweede Divisie  | 0          | 0          | 0     | 0     | 0      | 0      | 0      | 0      |
| Totaal senioren                | Totaal senioren   | Totaal senioren | Totaal senioren | 126        | 8          | 6     | 0     | 2      | 1      | 134    | 9      |
| Carrièretotaal                 | Carrièretotaal    | Carrièretotaal  | Carrièretotaal  | 157        | 14         | 6     | 0     | 5      | 1      | 168    | 15     |
| Bijgewerkt op 18 augustus 2025 |                   |                 |                 |            |            |       |       |        |        |        |        |

## Erelijst
| Nationaal      |    |         |
| Tweede Divisie | 1x | 2024/25 |